# 蜂須賀敬明
蜂須賀 敬明（はちすか たかあき、1987年10月17日 - ）は、日本の小説家。

## 経歴・人物
神奈川県横浜市出身。早稲田大学第二文学部を卒業する。2016年、『待ってよ』で日本文学振興会が主催する第23回松本清張賞を受賞する。同年、同作が刊行され、小説家デビューを果たす。
2017年に発表した『横浜大戦争』では、横浜市18区を擬人化した地域特性あふれる土地神たちが登場し話題を呼び、第4回神奈川本大賞を受賞。
「大学に在籍しているときから、文学部だから小説を書いてみようと思って書いていた」「もともと物語が好きだった」と語っている。スポーツジムでのアルバイト経験がある。趣味は、サイクリング、読書、ゲーム、野球観戦など。好きな作家として、ウィリアム・フォークナー、村上春樹を挙げている。

## 作品リスト

### 小説
- 『待ってよ』文藝春秋、2016年6月。ISBN 978-4-16-390497-9。第23回松本清張賞受賞。
  - 『待ってよ』文藝春秋〈文春文庫〉、2018年6月。ISBN 978-4-16-791087-7。文庫化。
- 『バビロンの階段』文藝春秋、2018年4月。ISBN 978-4-16-390829-8。
- 『焼餃子』双葉社、2020年10月。ISBN 978-4-575-24337-6。
  - 『皿の上のジャンボリー（上）』双葉社〈双葉文庫〉、2024年1月。ISBN 978-4575527209。文庫化。
  - 『皿の上のジャンボリー（下）』双葉社〈双葉文庫〉、2024年1月。ISBN 978-4575527216。文庫化。
- 『落ち着いたあかつきには』双葉社、2022年7月。ISBN 978-4575245448。
- 『さよなら凱旋門』文藝春秋、2024年3月。ISBN 978-4163918150。

### 『横浜大戦争』シリーズ』シリーズ
- 『横浜大戦争』文藝春秋、2017年6月。ISBN 978-4-16-390663-8。第4回神奈川本大賞受賞作。
  - 『横浜大戦争』文藝春秋〈文春文庫〉、2019年10月。ISBN 978-4-16-791367-0。文庫化。
- 『横浜大戦争 明治編』文藝春秋、2019年2月。ISBN 978-4-16-390977-6。
  - 『横浜大戦争 明治編』文藝春秋〈文春文庫〉、2021年5月。ISBN 978-4-16-791692-3。文庫化。
- 『横浜大戦争 川崎・町田編』文藝春秋、2022年4月。ISBN 978-4163915289。
  - 『横浜大戦争　川崎・町田編』文藝春秋〈文春文庫〉、2024年5月。ISBN 978-4167922160。文庫化。